# طب لب الأسنان
طب لب الأسنان أو علم أمراض لب الأسنان أو علم مداواة الأسنان اللبية أو مَبْحَثُ اللُّبّ السِّنِّي أو مَبْحَثُ أمراضِ لُبِّ الأَسْنَان أو مَبْحَث عِلَل لُبِّ الأَسْنَان (بالإنجليزية: Endodontics) هو اختصاص في علم طب الأسنان يهتم بدراسة وعلاج اللب السني (الحاوي على الأعصاب، والشرينات، والأوردة، والأوعية اللمفية). يحتوي على مجموعة من الإجراءات تتضمن علاج لب الأسنان (المعروفة بعلاج القناة الجذرية)، و إعادة علاج اللب السني، والجراحة، وعلاج الأسنان المتصدعة، وعلاج رضح الأسنان. علاج القناة الجذرية هي الإجراء الأكثر شيوعا. إذا تعرض اللب السني للمرض، فالعلاج اللبي ضروري للحفاظ على السن حية. علاج اللب السني معترف به كاختصاص من قبل العديد من المنظمات السنية ومنها مجلس الاسنان العام البريطاني، والجمعية الأمريكية لطب الأسنان، والكلية الملكية لأطباء الأسنان في كندا، والمنظمة الهندية لأطباء الأسنان، والكلية الملكية الأسترالية في جراحة الأسنان.[بحاجة لمصدر]
قناة الجذر (لب السن): هو الفضاء داخل جذر السن. إنه جزء من المساحة التي توجد بشكل طبيعي داخل الأسنان والتي تتكون من حجرة اللب (داخل الجزء الإكليلي من السن)، والقناة الرئيسية، وفروع تشريحية أكثر تعقيداً التي تربط قنوات الجذور مع بعضها البعض عند أول سطح الجذر. فروع أصغر هي في معظم الأحيان توجد قرب نهاية الجذر (القمة) ولكن يمكن تواجدها في أي مكان على طول الجذر. قد يكون هناك واحد أواثنين من القنوات الرئيسية داخل كل الجذر. بعض الأسنان لديها تشريح داخلي أكثر من غيرها. هذا الفضاء مليء للغاية بالأوعية الدموية، النسيج الضام،والألياف الضامة.تشكيل الأسنان الثانوية (الأسنان الدائمة) يكتمل في عمر 21. وعندما يكتمل نمو السن وتبلغ حجمها وشكلها النهائي، فإن وظيفة لب الاسنان اللبنية تتوقف لجميع أغراض البناء. ويقتصر دورها كجهاز للإحساس وتبادل الغذاء.
معالجة لب الأسنان: تشمل معالجة لب السن عدداً من المعالجات المرحلية تبدأ بما يسمى التغطية اللبية غير المباشرة indirect pulp cappingوالذي يعني الاستئصال الكامل للب السن أي الحفاظ على لب السن الذي يعد بمثابة روح السن، إذ تسمى السن مستأصلة اللب بالسن الميتة.
المعالجة اللبية بالخاصة : و هي الحالة التي يتم فيها سحب العصب آلياً بالأدوات وكيميائياً بالسوائل المحلة ( هيبوكلوريت الصوديوم ) و من ثم تنظيف جدران القناة اللبية التي كان العصب متوضعاً ضمنها، وتتم المرحلة الأخيرة بحشو هذه الأقنية نهائياً لمنع تسرب الجراثيم إليها ولمنع الجراثيم المتبقية من الاستمرار من النمو ( يعتبر تنظيف القناة الكامل من الجراثيم أمراً مستحيلاً ). وفور إزالته، يمكن الاستعاضة عن اللب بمادة حاشية خاصة. وهذا النوع من العلاج ينقذ العديد من الأسنان التي كان من الممكن اقتلاعها.
تعتبر المعالجة اللبية من أكبر التحديات التي تواجه المريض وطبيب الأسنان ويحتاج إلى مقدار كبير من الدقة لذا يتم التوجه عالمياً الآن إلى الإجراءات الوقائية التي تضمن عدم تورط العصب السني في المعالجة . وقد يسبب تَسوس الأسنان الشديد والإصابات الشديدة خمج أو التهاب وموت لب السن. ويمكن إزالة هذا اللب بوساطة طريقة تعرف باسم معالجة قناة الجذر.

## الإجراءات

### معالجة لب الأسنان
تُعد معالجة لب الأسنان واحدةً من إجراءات طب الأسنان الأكثر شيوعًا، المستخدمة في علاج اللب المصاب بالعدوى عند وصول البكتيريا إليه، بدلًا من قلع السن بأكمله. يتكون اللب من الأنسجة الرخوة التي تتضمن الأنسجة العصبية والأوعية الدموية الشعرية التي تغذي السن، والأنسجة اللمفاوية والأنسجة الليفية.
تجرى المعالجة بعد تضرر اللب كله أو أحد جزئيه التاجي أو الجذري دون رجعة، أو قبل تلبيس التيجان، أو لعلاج الأسنان التي لم تنجح معها المعالجة غير الجراحية، أو إجراءً وقائيًا لمنع حدوث أعراض جانبية، مثل استئصال اللب للحفاظ على جمالية ووظيفة السن بعد تعرض أحد الأسنان الأمامية لرض سبّب خلعه من التجويف العظمي.
يفحص طبيب الأسنان السن ويجري بعض الفحوص الشعاعية قبل علاج قناة الجذر، لتشخيص وتخطيط آلية العلاج، ثم يخدر السن موضعيًا ويعزله باستخدام سد مطاطي لمنع اللعاب والمواد الكيميائية القوية المستخدمة من الدخول إلى بقية أجزاء الفم. تجرى معالجة لب الأسنان خلال جلسة واحدة أو جلستين وتشمل: 
- إزالة اللب المصاب.
- تشكيل وتوسيع قناة الجذر.
- تنظيف وتعقيم قناة الجذر.
- حشو قناة الجذر.
- حشو السن بأكمله بالترميم المباشر، مثل الحشوة الضوئية، أو بالترميم غير المباشر مثل التاج.

قد يصاحب الإجراء بعض الحوادث الشائعة مثل كسر الأدوات المستخدمة داخل قناة الجذر، وتعتمد إزالتها على موقع القطعة واتجاهها ونوع الأداة المستخدمة، إضافةً إلى المضاعفات الجمالية والوظيفية الناتجة عن تلامس مادة هيبوكلوريت الصوديوم مع الأنسجة الرخوة في أثناء تطبيقه في إجراء معالجة لب الأسنان لتذويب اللب وقتل الكائنات الدقيقة، إضافةً إلى تغير لون السن إذا بقي جزء من الأنسجة اللبية في قناة الجذر، أو في حالة استخدام مواد سنية تحتوي على الفضة.

### الجراحة حول الذروية
تجرى الجراحة حول الذروية على سطح الجذر الخارجي، وتتضمن استئصال قمة الجذر أو استئصال الجذر بأكمله أو إزالة الأجزاء المكسورة من السن أو من مادة الحشو، إضافةً إلى الجراحة الاستكشافية للبحث عن كسر الجذر.

### استئصال قمة الجذر
تجرى عملية استئصال قمة الجذر جراحيًا بواسطة تقنية الجراحة المجهرية، وتحشى قمة الجذر لمنع تسرب البكتيريا إلى قناة الجذر بواسطة الأنسجة المحيطة، تُعد عملية استئصال قمة الجذر خيارًا بديلًا عند فشل إجراء معالجة لب الأسنان المألوف، أو عندما تكون المعالجة غير ممكنة بسبب تشريح السن، أي عندما تكون حالة الأسنان متفاقمة.
يُستخدم التخدير الموضعي حتى لا يشعر المريض بالألم، إضافةً إلى تحسين رؤية طبيب الأسنان نتيجةً لانخفاض مستوى تدفق الدم وزيادة تخثره، يُعد هذا الإجراء صعبًا لأنه يتضمن قص العظم وإزالة الأنسجة للوصول إلى قمة الجذر.
تُزال الأنسجة المصابة بالعدوى في البداية، ويُستئصل 3 ملم من قمة الجذر، ثم تُحشى القناة بمادة من المواد السنية المستخدمة في الحشو، متضمنةً أكسيد الزنك واليوجينول.
تشمل المضاعفات التي قد تنتج عن استئصال قمة الجذر:
- ألم: يعالج بتناول الأدوية المضادة للالتهابات أو المسكنات.
- انتفاخ: تخفف كمادات الثلج من الانتفاخ ويشفى تمامًا بعد يوم أو يومين.
- كدمات: تظهر غالبًا الكدمات بعيدًا عن موقع الجراحة.
- مذل: يعتبر المذل عابرًا وغالبًا ما يعود الإحساس إلى طبيعته بعد مرور شهر.
- عدوى: نادرًا ما يصاب المريض بالعدوى، لكن تمكن معالجتها بالمضادات الحيوية حال حدوثها.[22]
- انفتاح الجيب الفكي العلوي.[23]

### إجراءات أخرى
توجد إجراءات غير جراحية أخرى، مثل تغطية اللب وبضع اللب والإجراءات اللبية التجددية. 

## الأدوات
تستخدم الجراحة المجهرية على نطاق واسع في طب الأسنان، ويُعتقد أن استخدامها يزيد من دقة الإجراء.

## التدريب

### الولايات المتحدة الأمريكية
في الولايات المتحدة بعد الانتهاء من درجة طب الأسنان يجب أن يخضع طبيب الأسنان لتدريب إضافي لحوالي 2-3 سنوات بعد التخرج ليصبح اختصاصي لب الأسنان. برامج الجمعية الأمريكية لطب الأسنان لا تقل مدتها عن سنتين. بعد الانتهاء بنجاح من هذا التدريب، يصبح طبيب الأسنان مؤهلًا للجلوس لامتحان البورد الأمريكي لطب الأسنان. يؤدي الانتهاء بنجاح من شهادة البورد إلى الحصول على وضع دبلوماسي في المجلس الأمريكي لطب الأسنان.

### مصر[بحاجة لمصدر]
في مصر على الطالب أن يلتحق في برنامج الطبي العالي مدة أقلها ثلاث سنوات ( درجة الماجستير).

### السعودية[بحاجة لمصدر]
تبلغ مدة الدراسة في البرنامج المشترك لمرحلة الماجستير في علوم طب الأسنان ثلاث سنوات بالإضافة إلى فصلين صيفيين لإكمال متطلبات البرنامج والحصول على درجة ماجستير العلوم في طب الأسنان، بالإضافة إلى شهادة التدريب السريري في هذا التخصص.
بعض مقررات هذا التخصص:
حيوية اللب: (2 ساعة)
يغطى هذا المقرر الأسس الحيوية لعلاج اللب المبنية على القواعد العلمية المتفق عليها والجارية المنشورة في مجال التطور وعلم وظائف الأعضاء والتشريح الدقيق للب الأسنان والأنسجة المتعلقة به. ويتحرى المقرر دراسة أسباب المرض والوقاية والعلاج على أسس علمية. وكذلك يتعلم الطلاب الاعتبارات الحيوية في العلاج، وذلك بمراجعة مكثفة للمقالات المنشورة في هذا المجال.
عيادة التخصص في علاج لب الأسنان: (4 ساعات)
يطرح هذا المقرر السريري في السنة الدراسية الأولى حيث يمارس الطلبة التشخيص والتحكم وعلاج لب الأسنان للمرضى، تحت اشراف أعضاء هيئة التدريس في هذا التخصص.
ندوة في علاج لب الأسنان:(2 ساعة)
هذه الندوة الأسبوعية تخصص لطلاب السنة الأولى في الدراسات العليا، لتعريفهم بالكتب والمراجع المعروفة في علاج لب الأسنان.
تقديم حالة:(2 ساعة)
هذا المقرر عبارة عن ندوة أسبوعية لعمل التشخيص ورسم خطط العلاج للحالات المتقدمة في مجال علاج لب الأسنان. ويقوم الطلاب وأعضاء هيئة التدريس بتقديم الحالات على نماذج مخصصة. ويناقش طلاب السنة الأولى خطط العلاج لحالات مختارة ويقومون بتبرير دواعيها، ويتعرضون من خلال ذلك إلى النقد التحليلى من زملائهم وأساتذتهم والمتخصصين المدعويين لحضور المناقشة.